# Jardines Pinjore
Los jardines Pinjore, también conocidos como jardines Yadavindra, son un jardín histórico del siglo XVII ubicado en la ciudad de Pinjore, en el distrito de Panchkula, en el estado indio de Haryana. Es un ejemplo del estilo arquitectónico de los jardines mogoles, que fue renovado por los gobernantes sij de la dinastía Patiala. El jardín fue construido por Fidai Khan.

## Historia

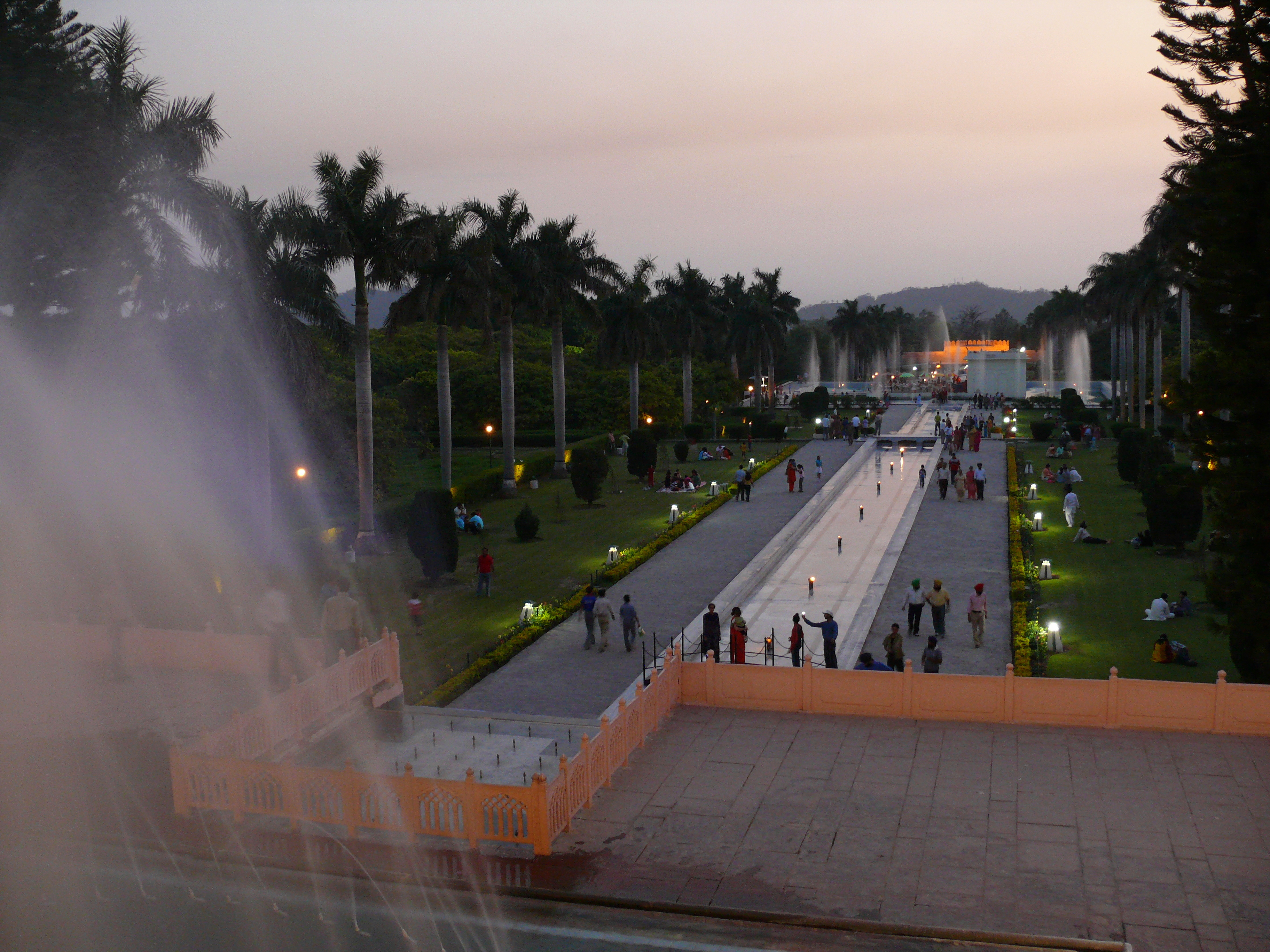
Jardines de Mughal en Pinjore en Haryana

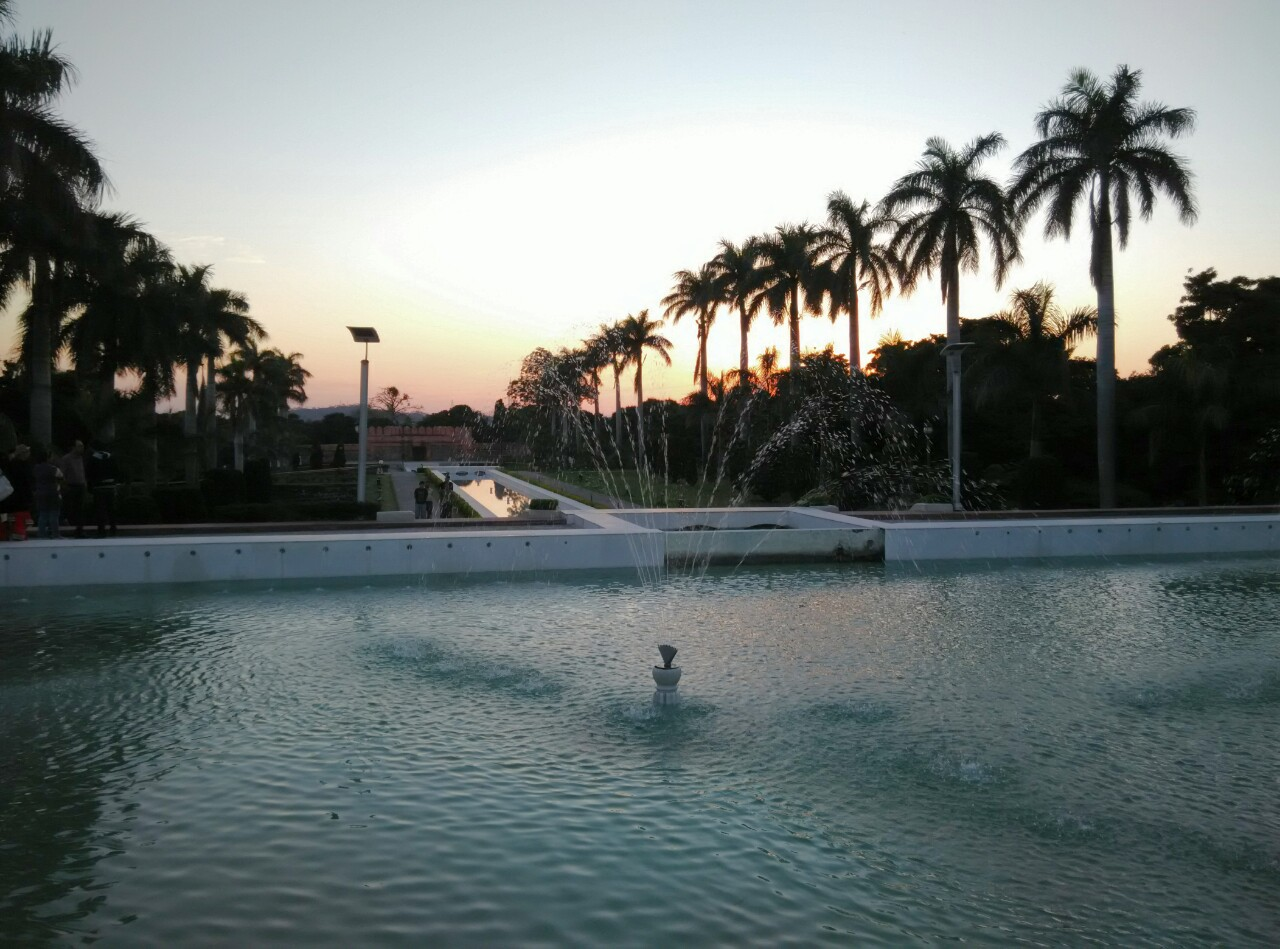
Jardines de Yadvindra Mughal, Pinjore, Haryana

Se construyó en las estribaciones del Himalaya como uno de los retiros de verano para Aurangzeb (r. 1658-1707), por su hermano adoptivo, arquitecto y maestro de artillería Muzaffar Hussain, conocido como Nawab Fidai Khan Koka. Hussain también había supervisado la construcción de la Mezquita Badshahi (1671-73) de Lahore. El jardín fue construido durante los primeros días del gobierno de Aurangzeb, pero se desconoce la fecha exacta. Desde la época de Shah Jahan, los mogoles reservaron los pabellones con columnas de balaustres que sostenían los arcos abovedados para el uso del emperador y su familia, por lo tanto, probablemente se construyó para el uso personal de Aurangzeb como retiro de verano.
En 1775, el maharajá de Patiala Amar Singh se lo compró al rey del estado de Sirmur, Jagat Prakash.